# Statistiques en psychologie
Les statistiques sont beaucoup utilisées dans la recherche en psychologie quantitative, tel que la psychologie cognitive, la psychologie sociale... 

## Caractéristiques des statistiques en sciences humaines
Les statistiques sont beaucoup utilisées dans les sciences exactes, ce qui permet d'objectiver les résultats, et d'en tirer des conclusions. En sciences humaines, la différence majeure se trouve au niveau de l'objet d'étude, l'Homme. En effet, il est difficile d'imaginer des conclusions catégoriques et fortement tranchées quand il s'agit d'êtres éminemment complexes, tels que l'Homme.

### Sondages
Voir aussi sondage
En psychologie, le terme de sondage s'emploie lorsque le psychologue ne pose pas d'hypothèses.

### Test d'hypothèse
Voir aussi test d'hypothèse

#### Hypothèse statistique
Voir aussi Les hypothèses
- Hypothèse théorique (Hth) : Elle ne privilégie ni un sens d'interprétation, ni l'autre.
- Hypothèse de travail ou opérationnelle (H1 ou Ht) : Elle doit inclure les VI et VD, et doit donner un sens de lecture à l'hypothèse.
- Hypothèse nulle (H0) : C'est la contradiction de H1. C'est cette hypothèse qui permet la conclusion statistique, en la rejetant ou pas.

##### Avec un échantillon
On compare ici une norme théorique, à notre échantillon.

##### Avec deux échantillons
On compare la moyenne des deux échantillons.

#### Plan d'expérience
Article détaillé : plan d'expérience

##### Notation des plans expérimentaux
Différents systèmes de notation existent pour décrire les plans d'expérience. Dans les universités françaises, on enseigne couramment un formalisme proposé par Rouanet et Lépine dans le courant des années 1970. Comme les plans d'expérience restent pour la plupart relativement simples (souvent à base de plans factoriels, seuls les participants étant parfois emboîtés), ces notations se rencontrent extrêmement rarement dans les publications de psychologie expérimentale. L'usage dans ce domaine de la psychologie est de décrire le plan expérimental « en toutes lettres ».

##### Symboles utilisés
Dans la notation de Rouanet et Lépine, on utilise des lettres majuscules dans l'ordre alphabétique (A, B, C...) pour représenter les différents variables (ou facteurs) d'un plan expérimental. Les indices dénotent le nombre de modalités de chaque variable (par exemple « A2 » signifie qu'il y a deux modalités pour la variable A). La lettre majuscule S (généralement soulignée) est utilisée pour représenter les participants (ou sujets) à l'expérience. Ainsi S10 représente un groupe de 10 participants. La façon dont les différentes variables sont combinées au sein du plan expérimental est représentée par différents symboles mathématiques.
A <B> signifie que A est « emboîté » dans B, c’est-à-dire que chaque modalité de A n'est combinée qu'à une seule modalité de B tandis que chaque modalité de B est associée à de multiples modalités de A. En revanche, si les mêmes modalités de A sont associées à chaque modalité de B, A et B sont « croisés » (noté A * B). Ainsi, toutes les combinaisons des modalités de A et de B existent dans le plan d'expérience. 
De même S <X> signifie que les sujets sont emboîtés dans la variable X, c'est-à-dire qu'il y a un groupe de participants différent pour chaque modalité et réciproquement que chaque participant n'est exposé qu'à une seule modalité. S * X signifie à l'inverse qu'il y a un seul et même groupe de participants pour toutes les modalités et que chaque participant est exposé à toutes les modalités.
Par exemple, s'il y a deux traitements (T) proposés à un ensemble de sujets (S) :
- S10<T2> signifie qu'il y a 10 sujets par traitement, c'est-à-dire 10 sujets x 2 traitements, soit au total 20 sujets participant à l'expérience)
- S10*T2 signifie qu'il y a 10 sujets (10 sujets exposés à l'un puis à l'autre traitement)

Les ouvrages en anglais utilisent d'autres notations, avec le symbole « x » pour « croisé » et les deux points « : » ou des parenthèses pour « emboîté ». Les exemples ci-dessus deviennent ainsi :
- S:T ou S(T) pour un plan d'expérience emboîté (between-subject design)
- S x T pour un plan d'expérience croisé (within-subject design)

##### Plan monofactoriel
On peut avoir deux types de plan monofactoriel :
|                   | Méthode 1                                                     | Méthode 2                                         |
| ----------------- | ------------------------------------------------------------- | ------------------------------------------------- |
| Type de plan      | Emboîté                                                       | Croisé                                            |
| Type de groupe    | Groupes indépendants                                          | Groupes appareillés                               |
| Formule           | S10<M2>                                                       | S10*M2                                            |
| Nombre de données | 20 données pour 20 sujets                                     | 20 données pour 10 sujets                         |
| Problème          | Il est difficile d'avoir trois groupes réellement équivalents | Il y a des interférences d'une activité à l'autre |

##### Plan multifactoriel
À partir de deux variables indépendantes, on utilise des plans multifactoriels, dont il existe trois types :
|                   | Méthode 1                                                                                  | Méthode 2                                                                             | Méthode 3                                                          |
| ----------------- | ------------------------------------------------------------------------------------------ | ------------------------------------------------------------------------------------- | ------------------------------------------------------------------ |
| Type de plan      | Emboîté complet                                                                            | Croisé complet                                                                        | Mixte ou quasi complet                                             |
| Type de groupe    | Un Groupe de sujets par groupe expérimental                                                | Chaque sujet rencontre toutes les conditions expérimentales                           | On a deux groupes emboîtés, qui passe chacun toutes les conditions |
| Formule           | S10<M2*R3>                                                                                 | S10*M2*R3                                                                             | S10<M2>*R3                                                         |
| Nombre de données | 60 données pour 60 sujets                                                                  | 60 données pour 10 sujets                                                             | 60 données pour 20 sujets                                          |
| Problème          | Il est difficile d'avoir des groupes réellement équivalents + Besoin de beaucoup de sujets | Peut être fatigant pour les sujets + Il va y avoir un effet d'une condition à l'autre | .                                                                  |